# Комишенка (Маріїнський округ)
Коми́шенка (рос. Камышенка) — присілок у складі Маріїнського округу Кемеровської області, Росія.

## Населення
Населення — 205 осіб (2010; 218 у 2002).
Національний склад (станом на 2002 рік):
- росіяни — 98 %